# Eleccions cantonals franceses de 1961
Les eleccions cantonals es van celebrar els dies 4 i 11 juny de 1961.

## Resultats
La taxa d'abstenció fou del 43,51%.
| Tendències                                                                   | Primera volta (% sobre vàlids) | Segona volta (en escons) |
| ---------------------------------------------------------------------------- | ------------------------------ | ------------------------ |
| Extrema esquerra                                                             | 2.7                            | 28                       |
| Partit Comunista Francès                                                     | 18.6                           | 52                       |
| SFIO                                                                         | 16.8                           | 271                      |
| Divers gauche                                                                | 8.4                            | 198                      |
| Partit radical                                                               | 7.4                            | 211                      |
| Mouvement Républicain Populaire                                              | 9.8                            | 142                      |
| Unió per la Nova República                                                   | 12.8                           | 166                      |
| Divers droite                                                                | 23.5                           | 436                      |
| Font : Alain Lancelot, Les élections sous la Ve République, PUF, Paris, 1988 |                                |                          |